# رباعي القسيمات

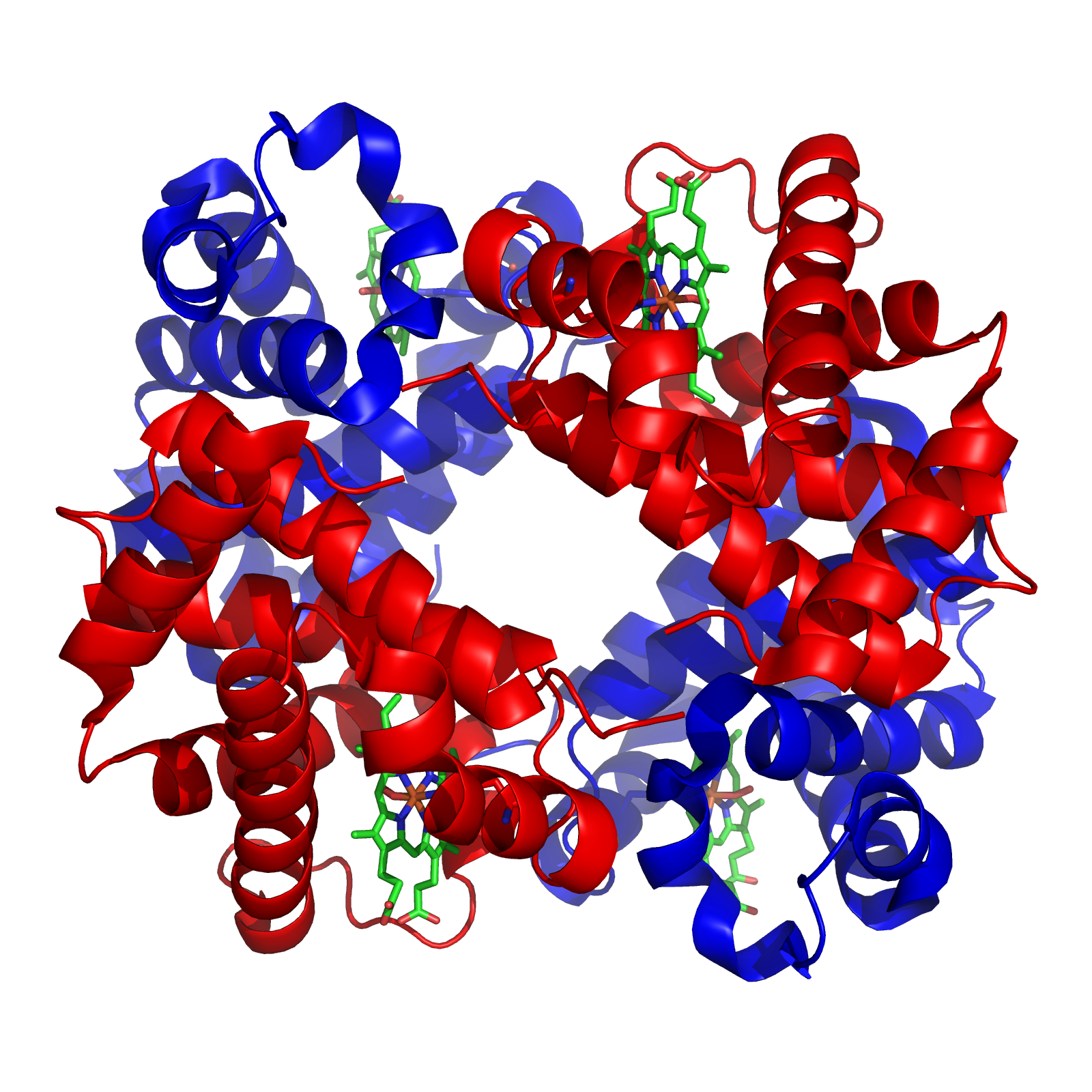
مثال على وحدة فرعية من الهيموغلوبين البشري. الوحدات الفرعية α وβ ملونة بالأحمر والأزرق.

رباعي القسيمات (بالإنجليزية: Tetramer)‏ (tetra-، «أربعة» + -mer، «أجزاء») هو قليل قسيمات يتكون من أربع موحودات أو وحدات فرعية. إيثوكسيد التيتانيوم مثال من الكيمياء اللاعضوية ذو صيغة مجملة Ti(OCH3)4 وهو رباعي القسيمات في الحالة الصلبة وصيغته الجزيئية Ti4(OCH3)16. كوبوفينول أ مثال من الكيمياء العضوية، وهو مركب يتكون من أربع جزيئات ريسفيراترول.
في الكيمياء الحيوية الأمر مماثل فالإسم يشير إلى جزيء حيوي يتكون من أربع وحدات متماثلة (رباعي قسيمات متماثل) كما هو الحال لدى كونكانافالين أ، أو متغايرة (رباعي قسيمات متغاير) مثل الهيموغلوبين. للهيموغلوبين أربع وحدات فرعية متماثلة في حين أن الغلوبين المناعي له وحدتين فرعيتين مختلفتين جدا. يمكن أن يكون للوحدات الفرعية المختلفة وظائف مختلفة مثل الارتباط بالبيوتين في الأفيدين، أو خاصية بيولوجية مشتركة كما هو الحال في الارتباط التفارغي بالأكسجين في الهيموغلوبين.